# Чжан Тяньи (шорт-трекист)
Чжан Тяньи (кит. трад. 张天一, англ. Zhang Tianyi; род. 25 августа 2004 года) — китайский шорт-трекист. Участник зимних Олимпийских игр 2022 года. 

## Биография
Чжан Тяньи родился в городе Чанчунь провинции Цзилинь. В декабре 2010 года 6-летний Чжан начал заниматься шорт-треком в спортивной школе провинции Цзилинь. Он усердно тренировался и после 6 лет напряженной работы выступал на национальном молодежном чемпионате с 2016 года. В марте 2017 года в Чанчуне на Национальном чемпионате среди юниоров по шорт-треку на дистанции 1500 метров 12-летний Тяньи завоевал серебряную медаль, которая стала его первой национальной медалью на соревнованиях.
В октябре 2019 года он вновь занял 2-е место на дистанции 1000 м в финале Шанхайского Суперкубка. В смешанной эстафете он также выиграл чемпионат вместе с Хань Тяньюй, Чжан Чутун и Ван Е. В январе 2020 года на зимних юношеских Олимпийских играх в Лозанне Чжан выиграл бронзовую медаль на дистанции 500 м и занял 9-е место в беге на 1000 м. Следом на юношеском чемпионате мира в Бормио завоевал бронзу в беге на 1500 м, а также в полуфинале бега на 500 м установил новый мировой рекорд среди юниоров со временем 40,331 сек.
В ноябре он дебютировал на Кубке мира и в составе эстафетной четвёрки занял 4-е место в эстафете на этапе в Дордрехте и 6-е место в Дебрецене. В начале января 2021 года Чжан занял 2-е место в беге на 1500 м на национальном чемпионате Китая. На первом этапе олимпийских отборочных соревнований он занял 1-е место в общем зачёте и квалифицировался на зимние Олимпийские игры. 9 февраля 2022 года на зимних Олимпийских игр в Пекине он участвовал на дистанции 1500 м и в своём четвертьфинале остался только 6-м, в итоге занял 33-е место. 